# Louis-François Hovius
Louis-François Hovius, né le 25 octobre 1788 à Saint-Malo (Ille-et-Vilaine) et mort le 20 juillet 1873 à Saint-Malo, d'une famille d'origine hollandaise (Van Haven), est un maître-imprimeur breton devenu armateur, député sous la monarchie du 6 juillet 1833 au 25 mai 1834 et maire de Saint-Malo de 1830 à 1855.

## Biographie
Louis-François ou Louis Hovius est le fils de Henri-Louis Hovius et le gendre de l'armateur Augustin Thomas des Essarts, maire de Saint-Malo de 1808 à 1815, dont il avait épousé la fille Flore-Clémentine. Il est nommé maire par une ordonnance du roi Louis Philippe de 20 septembre 1830 et il exerce cette fonction pendant 25 ans.
Il demeure à la postérité pour avoir donné suite au vœu de Chateaubriand qui avait sollicité « une concession de quelques pieds de terre, pour [son] tombeau, sur le Grand-Bé. » Chateaubriand l’en remercie en ces termes dans ses Mémoires d'outre-tombe : « Je reçus le 27 octobre 1831, une lettre du maire, M. Hovius. Il me disait : « Le lieu de repos que vous désirez au bord de la mer, à quelques pas de votre berceau, sera préparé par la piété filiale des Malouins. Une pensée triste se mêle pourtant à ce soin. Ah ! Puisse le monument rester longtemps vide ! Mais l’honneur et la gloire survivent à tout ce qui passe sur la terre. » Je cite avec reconnaissance ces belles paroles de M. Hovius : il n’y a de trop que le mot gloire. Je reposerai donc au bord de la mer que j'ai tant aimée. »
Louis-Francois Hovius est le père de Louis-Clément-Marie dit "Ludovic" Hovius (1813-1894) et d’Auguste Hovius (1816-1896) député et maire de Saint-Malo sous la IIIe République. 
Il est enterré à Saint-Malo au cimetière de Rocabay, au côté de sa femme Flore-Clémentine et de son père Henri-Louis Hovius.      

## Distinctions
- Chevalier de la Légion d'honneur (décret du 30 avril 1840)

## Sources
- « Louis-François Hovius », dans Adolphe Robert et Gaston Cougny, Dictionnaire des parlementaires français, Edgar Bourloton, 1889-1891 [détail de l’édition]
- Bernard Lebeau, Une dynastie d'imprimeurs et de maires: les Hovius, publié par la Société d'archéologie d'Ille-et-Vilaine. Tome LXXXVIII
- Base Assemblée nationale Louis, François Hovius